# Aderus constrictus
Aderus constrictus es una especie de coleóptero de la familia Aderidae. Fue descrita científicamente por Henry Clinton Fall en 1901. La identificación en el género Aderus no es completamente clara, está considerado incertae sedis.

## Distribución geográfica
Habita en California (Estados Unidos).